# Frank C. Kniffin

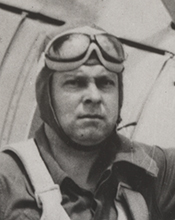
Frank C. Kniffin

Frank Charles Kniffin (* 26. April 1894 bei Stryker, Williams County, Ohio; † 30. April 1968 in Napoleon, Ohio) war ein US-amerikanischer Politiker. Zwischen 1931 und 1939 vertrat er den Bundesstaat Ohio im US-Repräsentantenhaus.

## Werdegang
Frank Kniffin besuchte die öffentlichen Schulen seiner Heimat. Nach einem anschließenden Jurastudium und seiner 1919 erfolgten Zulassung als Rechtsanwalt begann er in Napoleon in Ohio in seinem neuen Beruf zu arbeiten. Gleichzeitig schlug er als Mitglied der Demokratischen Partei eine politische Laufbahn ein. Zwischen 1922 und 1928 kandidierte er bei den vier Kongresswahlen jeweils erfolglos für das US-Repräsentantenhaus.
Bei den Kongresswahlen des Jahres 1930 wurde Kniffin dann im fünften Wahlbezirk von Ohio in das US-Repräsentantenhaus in Washington, D.C. gewählt, wo er am 4. März 1931 die Nachfolge des Republikaners Charles J. Thompson antrat. Nach drei Wiederwahlen konnte er bis zum 3. Januar 1939 vier Legislaturperioden im Kongress absolvieren. Im Jahr 1938 wurde er nicht wiedergewählt. Während dieser Zeit wurden dort viele der New-Deal-Gesetze der Bundesregierung unter Präsident Franklin D. Roosevelt verabschiedet. 1935 wurden erstmals die Bestimmungen des 20. Verfassungszusatzes angewendet, wonach die Legislaturperiode des Kongresses jeweils am 3. Januar endet bzw. beginnt.
Nach dem Ende seiner Zeit im US-Repräsentantenhaus praktizierte Frank Kniffin wieder als Anwalt. Seit 1939 fungierte er auch als Schlichter in Konkursverfahren im nordwestlichen Teil des Staates Ohio. Diesen Posten bekleidete er bis zu seinem Tod am 30. April 1968 in Napoleon.